# Princeps
Princeps (pl. principes) er et latinsk ord, der betyder "først i tid eller orden; den første/fremmest, den mest fremtrædende, den fornemme eller ædle; den første person eller den første borger". Som titel opstod princeps i den romerske republik, hvor det ledende medlem af Senatet blev betegnet princeps senatus.
Ordet er primært forbundet med de romerske kejsere som en uofficiel titel, der først blev taget i brug af Augustus (r. 27 f.Kr. – 14 e.Kr.) i 23 f.Kr. Dets brug i denne sammenhæng fortsatte indtil Diocletians regeringstid (r. 284 – 305 e.Kr.) i slutningen af det tredje århundrede. Han foretrak dog titlen dominus, der betyder "herre" eller "mester". Som følge heraf bliver det romerske kejserrige fra Augustus til Diocletian benævnt "Principatet" (principatus). Andre historikere definerer Augustus' regeringstid til Severus Alexander (r. 222 – 235) som Principatet, og perioden derefter som "Autokratiet".
Den middelalderlige titel "Prins" er afledt af det latinske ord princeps.

## Yderligere læsning
- Grant, Michael, The Twelve Caesars, Michael Grant Publications 1975,ISBN 0-684-14402-6